# Tour de France 2017 – 1. etapa
První etapa Tour de France 2017 se jela v sobotu 1. července. Byla to 14 km dlouhá časovka v německém Düsseldorfu. Zvítězil Brit Geraint Thomas o 5 sekund před Švýcarem Küngem.
Náročná časovka v dešti přinesla mnoho pádů. Nejhůře skončili Alejandro Valverde a Ion Izaguirre, kteří museli odstoupit.

## Pořadí

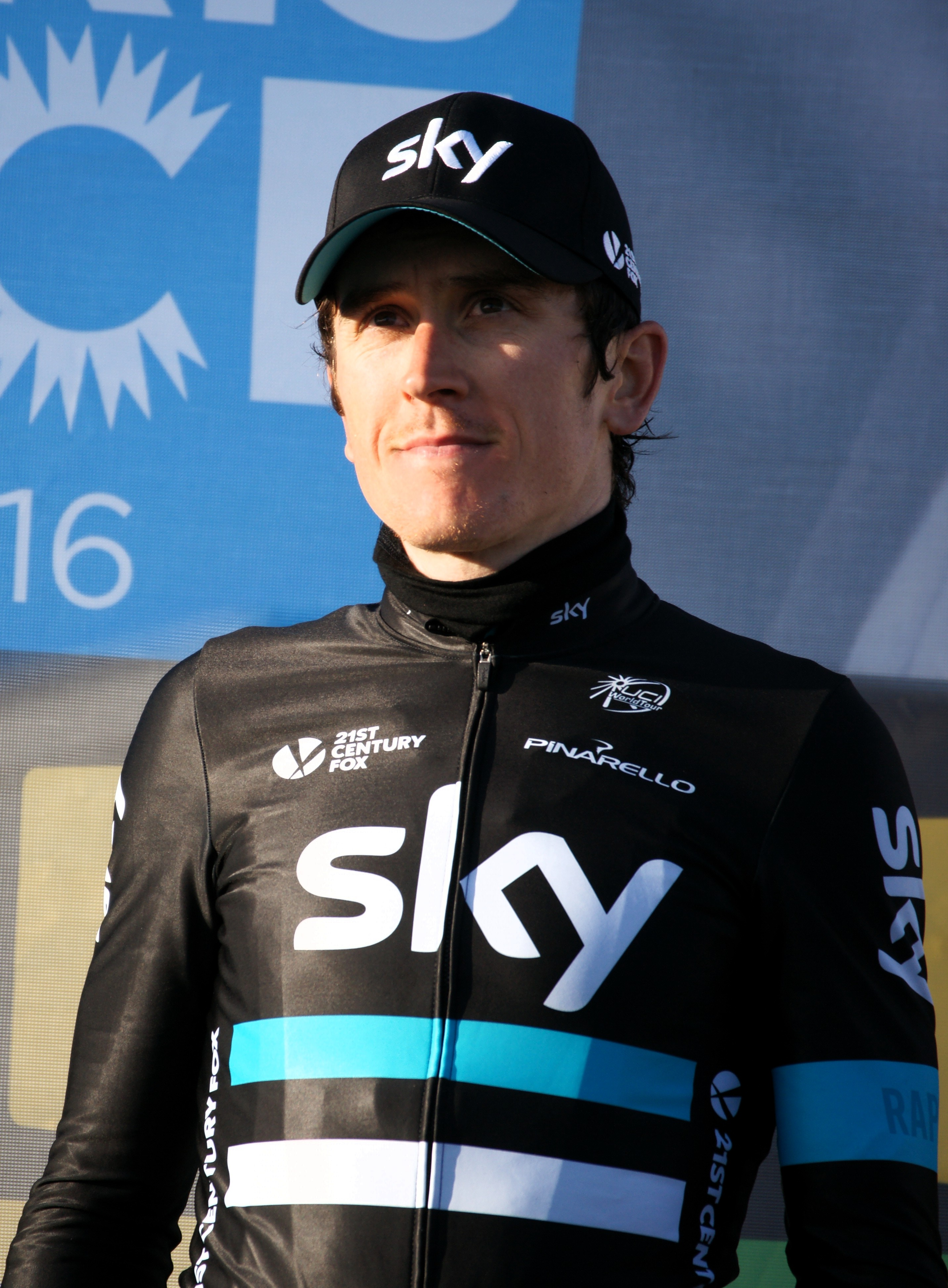
Geraint Thomas, vítěz etapy

| #    | Jméno                | Nár.               | Stáj              | Čas         |
| ---- | -------------------- | ------------------ | ----------------- | ----------- |
| 1.   | Geraint Thomas       | Spojené království | Sky               | 00h 16' 04" |
| 2.   | Stefan Küng          | Švýcarsko          | BMC               | + 0' 05"    |
| 3.   | Vasilij Kiryjenka    | Bělorusko          | Sky               | + 0' 07"    |
| 4.   | Tony Martin          | Německo            | Kaťuša            | + 0' 08"    |
| 5.   | Matteo Trentin       | Itálie             | Quick-Step Floors | + 0' 10"    |
| 6.   | Chris Froome         | Spojené království | Sky               | + 0' 12"    |
| 7.   | Jos van Emden        | Nizozemsko         | LottoNL           | + 0' 15"    |
| 8.   | Michał Kwiatkowski   | Polsko             | Sky               | + 0' 15"    |
| 9.   | Marcel Kittel        | Německo            | Quick-Step Floors | + 0' 16"    |
| 10.  | Edvald Boasson Hagen | Norsko             | Dimension Data    | + 0' 16"    |
|      |                      |                    |                   |             |
| 31.  | Zdeněk Štybar        | Česko              | Ouick-Step Floors | + 0' 39"    |
| 78.  | Roman Kreuziger      | Česko              | Orica-Scott       | + 0' 56"    |
| 117. | Ondřej Cink          | Česko              | Bahrain Merida    | + 1' 13"    |

### Nedokončili
| #   | Jméno              | Nár.      | Stáj             | Důvod              |
| --- | ------------------ | --------- | ---------------- | ------------------ |
| 29  | Alejandro Valverde | Španělsko | Movistar         | Pád; zlomená čéška |
| 191 | Ion Izaguirre      | Španělsko | Bahrain - Merida | Pád                |

## Trikoty

### Celkové pořadí

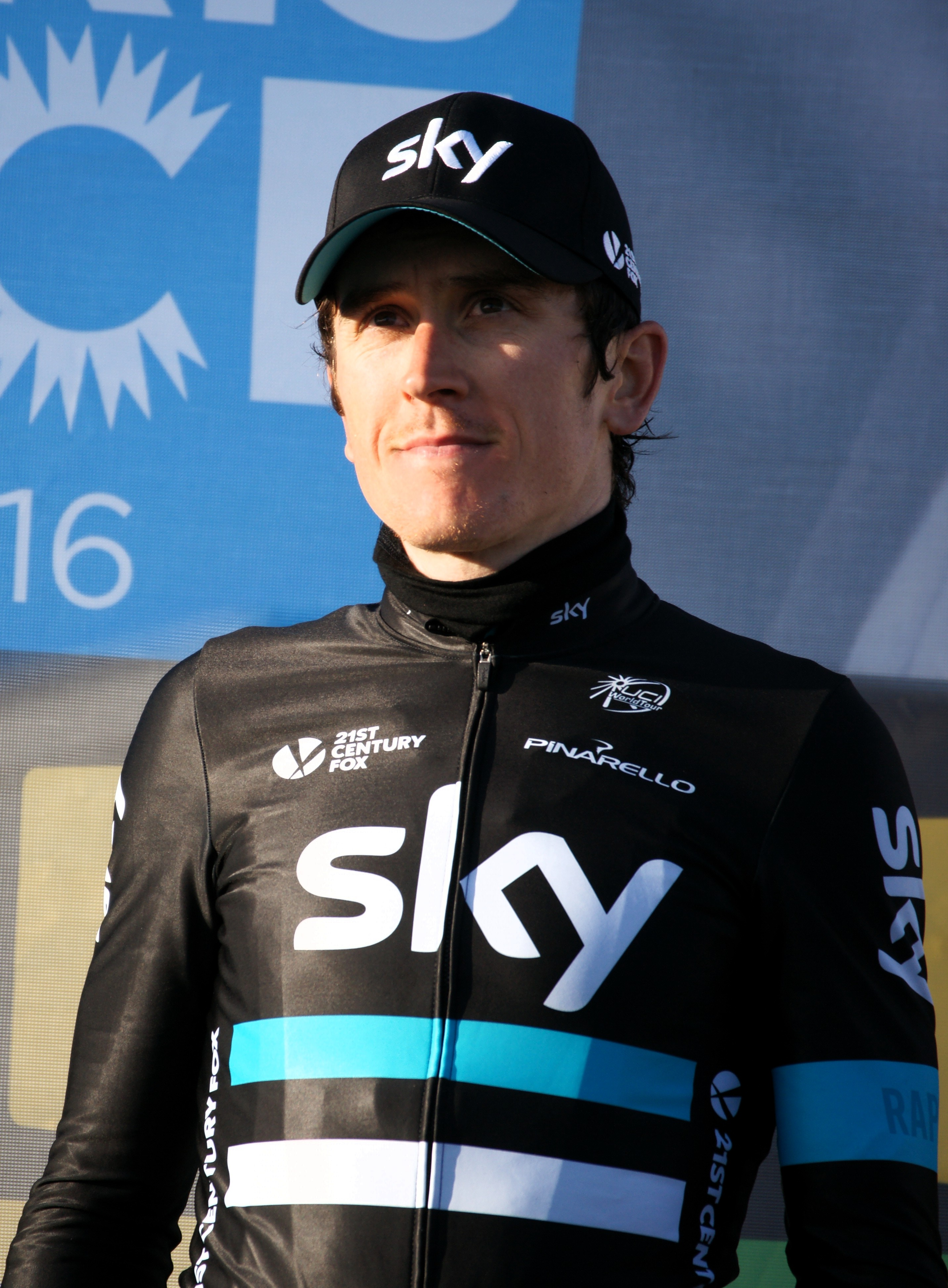
Geraint Thomas, lídr závodu, bodovací soutěže

| #    | Jméno                | Nár.               | Stáj              | Čas         |
| ---- | -------------------- | ------------------ | ----------------- | ----------- |
| 1.   | Geraint Thomas       | Spojené království | Sky               | 00h 16' 04" |
| 2.   | Stefan Küng          | Švýcarsko          | BMC               | + 0' 05"    |
| 3.   | Vasilij Kiryjenka    | Bělorusko          | Sky               | + 0' 07"    |
| 4.   | Tony Martin          | Německo            | Kaťuša            | + 0' 08"    |
| 5.   | Matteo Trentin       | Itálie             | Quick-Step Floors | + 0' 10"    |
| 6.   | Chris Froome         | Spojené království | Sky               | + 0' 12"    |
| 7.   | Jos van Emden        | Nizozemsko         | LottoNL           | + 0' 15"    |
| 8.   | Michał Kwiatkowski   | Polsko             | Sky               | + 0' 15"    |
| 9.   | Marcel Kittel        | Německo            | Quick-Step Floors | + 0' 16"    |
| 10.  | Edvald Boasson Hagen | Norsko             | Dimension Data    | + 0' 16"    |
|      |                      |                    |                   |             |
| 31.  | Zdeněk Štybar        | Česko              | Ouick-Step Floors | + 0' 39"    |
| 78.  | Roman Kreuziger      | Česko              | Orica-Scott       | + 0' 56"    |
| 117. | Ondřej Cink          | Česko              | Bahrain Merida    | + 1' 13"    |

### Bodovací závod
| #   | Jméno                | Nár.               | Stáj              | Body |
| --- | -------------------- | ------------------ | ----------------- | ---- |
| 1.  | Geraint Thomas       | Spojené království | Sky               | 20   |
| 2.  | Stefan Küng          | Švýcarsko          | BMC               | 17   |
| 3.  | Vasilij Kiryjenka    | Bělorusko          | Sky               | 15   |
| 4.  | Tony Martin          | Německo            | Kaťuša            | 13   |
| 5.  | Matteo Trentin       | Itálie             | Quick-Step Floors | 11   |
| 6.  | Chris Froome         | Spojené království | Sky               | 10   |
| 7.  | Jos van Emden        | Nizozemsko         | LottoNL           | 9    |
| 8.  | Michał Kwiatkowski   | Polsko             | Sky               | 8    |
| 9.  | Marcel Kittel        | Německo            | Quick-Step Floors | 7    |
| 10. | Edvald Boasson Hagen | Norsko             | Dimension Data    | 6    |
|     |                      |                    |                   |      |
| —   | Zdeněk Štybar        | Česko              | Ouick-Step Floors | 0    |
| —   | Roman Kreuziger      | Česko              | Orica-Scott       | 0    |
| —   | Ondřej Cink          | Česko              | Bahrain Merida    | 0    |

### Vrchařský závod
Dosud bez bodovaného vrcholu

### Nejlepší mladý jezdec

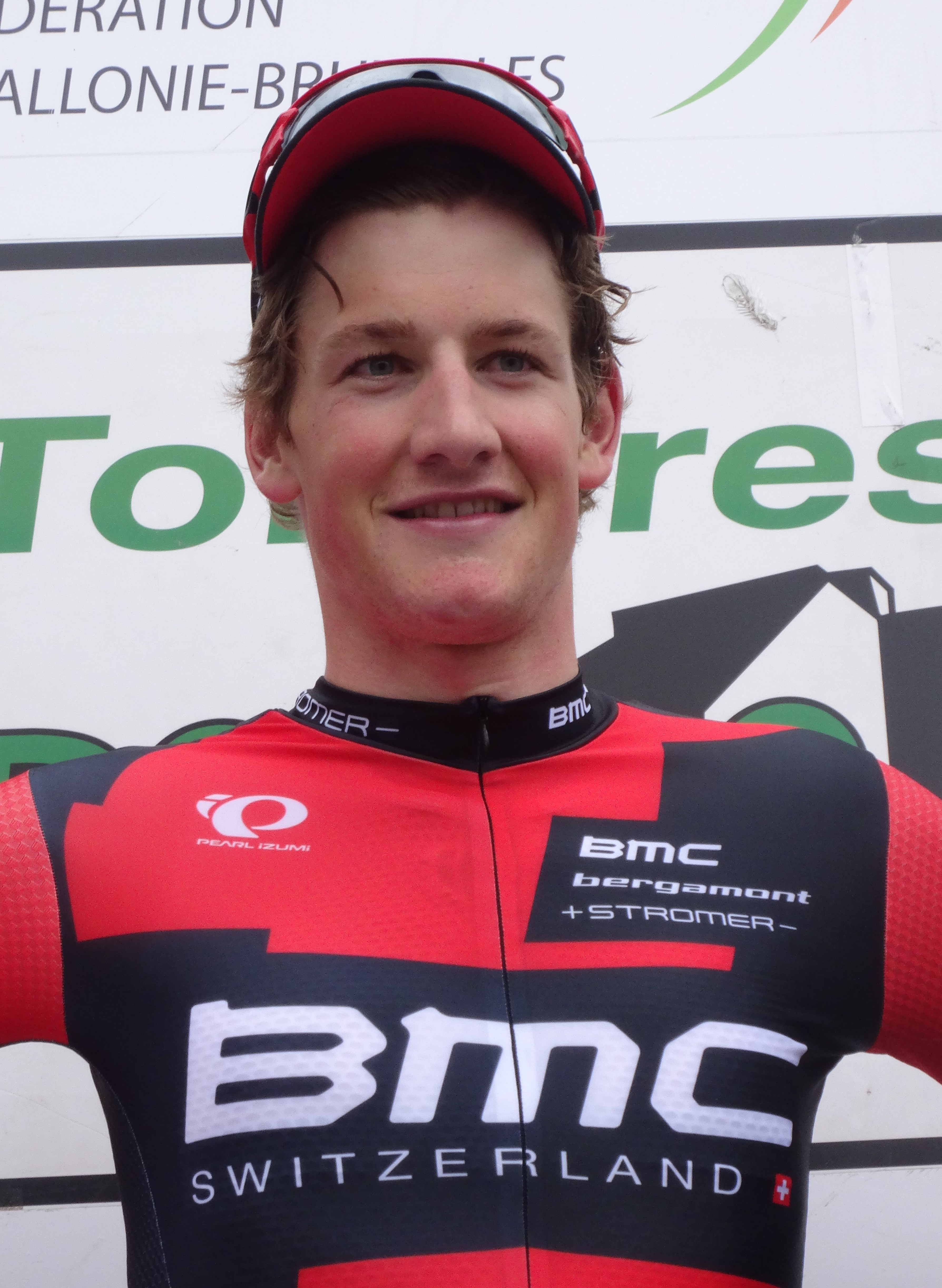
Stefan Küng, nejlepší mladý jezdec

| #   | Jméno               | Nár.               | Stáj           | Čas         |
| --- | ------------------- | ------------------ | -------------- | ----------- |
| 1.  | Stefan Küng         | Švýcarsko          | BMC            | 00h 16' 09" |
| 2.  | Pierre-Roger Latour | Francie            | AG2R           | + 0' 20"    |
| 3.  | Alexej Lucenko      | Kazachstán         | Astana         | + 0' 24"    |
| 4.  | Timo Roosen         | Nizozemsko         | LottoNL        | + 0' 29"    |
| 5.  | Simon Yates         | Spojené království | Orica-Scott    | + 0' 32"    |
| 6.  | Emanuel Buchmann    | Německo            | Bora-Hansgrohe | + 0' 35"    |
| 7.  | Jasha Sütterlin     | Německo            | Movistar       | + 0' 36"    |
| 8.  | Mike Teunissen      | Nizozemsko         | Sunweb         | + 0' 36"    |
| 9.  | Nils Politt         | Německo            | Kaťuša         | + 0' 36"    |
| 10. | Damien Howson       | Austrálie          | Orica-Scott    | + 0' 38"    |

### Nejlepší tým
| #   | Stáj              | Čas         | Česko     |
| --- | ----------------- | ----------- | --------- |
| 1.  | Team Sky          | 00h 48' 31" |           |
| 2.  | Quick-Step Floors | + 0' 37"    | Štybar    |
| 3.  | Team Sunweb       | + 0' 58"    |           |
|     |                   |             |           |
| 9.  | Orica-Scott       | + 1' 19"    | Kreuziger |
| 18. | Bahrain Merida    | + 2' 36"    | Cink      |

### Bojovník etapy
Cena neudělena